# كيم جو-سونغ
كيم جو-سونغ (هانغل: 김주성) هو لاعب كرة قدم كوري شمالي في مركز الهجوم، ولد في 15 أكتوبر 1993 في بيونغيانغ في كوريا الشمالية. شارك مع منتخب كوريا الشمالية لكرة القدم. أما مع النوادي، فقد لعب مع نادي 25 أبريل.

## وصلات خارجية
- كيم جو-سونغ على موقع الاتحاد الدولي (مؤرشف)  (الإنجليزية)
- كيم جو-سونغ على موقع قاعدة بيانات كرة القدم.إي يو (الإنجليزية)
- كيم جو-سونغ على موقع ناشيونال فوتبول تيمز (الإنجليزية)
- كيم جو-سونغ على موقع Soccerway.com (الإنجليزية)